# Gilles Maignan
Gilles Maignan (Argenteuil, 30 juli 1968) is een voormalig Frans wielrenner. Hij werd tweemaal kampioen tijdrijden van zijn land.

## Overwinningen
1998
- Frans kampioen tijdrijden, Elite
- 2e etappe Ronde van de Limousin

1999
- Frans kampioen tijdrijden, Elite
- 5e etappe GP du Midi-Libre
- 3e etappe Omloop van Lotharingen

2000
- Eindklassement Tour Down Under
- 4e etappe Tour du Poitou Charentes

2001
- Grote Prijs van Plumelec

## Resultaten in voornaamste wedstrijden
| Jaar | Ronde van Italië | Ronde van Frankrijk | Ronde van Spanje |
| ---- | ---------------- | ------------------- | ---------------- |
| 1997 |                  | opgave              |                  |
| 1999 |                  | 82e                 |                  |
| 2000 |                  | 81e                 |                  |
| 2001 |                  | 121e                |                  |